# Michaił Iluchin
Michaił Iluchin (ros. Михаил Илюхин; ur. 21 listopada 1966 w Kiriejewsku) – rosyjski sambista i zawodnik mieszanych sztuk walki (MMA).

## Sportowa kariera

### Sambo
Sambo zaczął trenować w wieku 12 lat. W 1995 roku, reprezentując barwy klubu Dinamo Tuła, został mistrzem Rosji w sambo. W tym samym roku zdobył również brązowy medal mistrzostw świata.

### Mieszane sztuki walki
W lipcu 1995 roku przeszedł na zawodowstwo i zadebiutował w MMA, gdy wystartował w Moskwie w turnieju organizacji IAFC pod nazwą Absolute Fighting Eurasian Championship (zasady walki zbliżone do vale tudo). Wygrał go, pokonując jednego wieczoru pięciu rywali przez poddanie. W listopadzie tego samego roku wziął udział w kolejnym 32-osobowym turnieju − IAFC Absolute Fighting Championship 1. Ponownie dotarł do finału (po drodze pokonując m.in. Ihora Wowczanczyna), w którym przegrał jednak przez poddanie z Brazylijczykiem Ricardo Moraisem.
W latach 1996–2002 był związany z japońską organizacją RINGS, w której stoczył 23 walki (bilans 14-8-1), wygrywając m.in. z Randym Couture’em i Tsuyoshim Kosaką.
W czerwcu 2003 roku stoczył jednorazowy pojedynek w PRIDE FC, ówcześnie największej organizacji MMA na świecie. Na gali PRIDE 26 przegrał przed czasem z Quintonem Jacksonem.
Ostatnią walkę w zawodowej karierze stoczył w 2005 roku na Litwie.